# 윌리엄 제임스 빌
윌리엄 제임스 빌(William James Beal, 1833년 3월 11일 ~ 1924년 5월 12일)은 미국의 식물학자이다. 하이브리드 옥수수를 개발할 때 선구적인 역할을 했고, W. J. 빌 식물원(W. J. Beal Botanical Garden)의 설립자이기도 하다.

## 생애
빌은 미시간주 에이드리언에서 "William and Rachel (Comstock) Beal"이라는 이름으로 태어났으며 1863년 한나 프라우드(Hannah Proud)와 결혼했다.
1868년부터 1870년에 이르기까지 시카고 대학의 식물학 교수로 있다가 미시간 주립 대학교로 가서 식물학 교수(1871년~1910년)이자 박물관 관리인(1882년~1903년)을 지냈다. 또, 그는 주 산림 위원회장을 역임했다.
빌은 미국에서 가장 오래 지속적으로 운영된 식물원인, 미시간 주립 대학교의 W. J. 빌 식물원(W. J. Beal Botanical Garden)의 설립자이다. 하이브리도 콘 개발에 선구적인 역할을 한 인물 가운데 하나이다. 그는 《The New Botany》, 《Grasses of North America》, 《History of Michigan Agricultural College》를 썼다.
1924년 메사추세츠 주에서 사망했다.

## 참조
1. ↑  Beal, William James Bea (1915). 《History of the Michigan Agricultural College: And Biographical Sketches of Trustees and Professors》. Agricultural college. 414쪽.
2. 1 2 3  "MSU’S ICONIC PROFESSORS" by Bob Bao, MSU Alumni, Spring 2003